# Paul Landowski
Paul Landowski Maximilien (Paris, 1 de junho de 1875 – Boulogne-Billancourt, 31 de março de 1961) foi um escultor francês de origem polonesa. Seu trabalho mais conhecido é a estátua do Cristo Redentor no Rio de Janeiro, Brasil.

## Biografia
Landowski nasceu em Paris, filho de um polonês refugiado da Revolta de Janeiro, e de mãe francesa. Estudou na Academia Julian e antes de se formar pela École nationale supérieure des Beaux-Arts, ganhou o Prix de Roma em 1900, com sua estátua de David, e construiu uma carreira de cinquenta e cinco anos. Produziu mais de trinta e cinco monumentos na cidade de Paris e mais doze na área circundante. Entre eles está a imagem Art déco de Santa Genoveva, na ponte de la Tournelle de 1928. Ele também criou 'Les Fantomes', o Memorial francês para a Segunda Batalha do Marne, situado em Butte de Chalmont, no norte da França.
Landowski é amplamente conhecido pela estátua do Cristo Redentor de 1931 no Rio de Janeiro, uma colaboração com o engenheiro civil Heitor da Silva Costa e o arquiteto e escultor Gheorghe Leonida. Algumas fontes indicam que Landowski projetou a cabeça e as mãos do Cristo, mas foi Leonida quem criou a cabeça a pedido de Landowski.
Ele ganhou uma medalha de ouro nas Competições artísticas nos Jogos Olímpicos de 1928 para Escultura, um evento realizado de 1912 a 1952. De 1933 até 1937, Landowski foi diretor da Academia da França em Roma. Ele também serviu como jurado de arte, em companhia de Florence Meyer Blumenthal, na premiação do Prix Blumenthal, um subsídio dado entre 1919-1954 para jovens franceses pintores, escultores, decoradores, gravadores, escritores e músicos.
Landowski foi o pai dos artistas: a pintora Nadine Landowski (1908-1943), o compositor Marcel Landowski (1915-1999) e o pintor e pianista Françoise Landowski-Caillet (1917-2007). Ele morreu em Boulogne-Billancourt, um subúrbio de Paris, onde um museu dedicado ao seu trabalho tem mais de 100 obras em exposição.

## Galeria

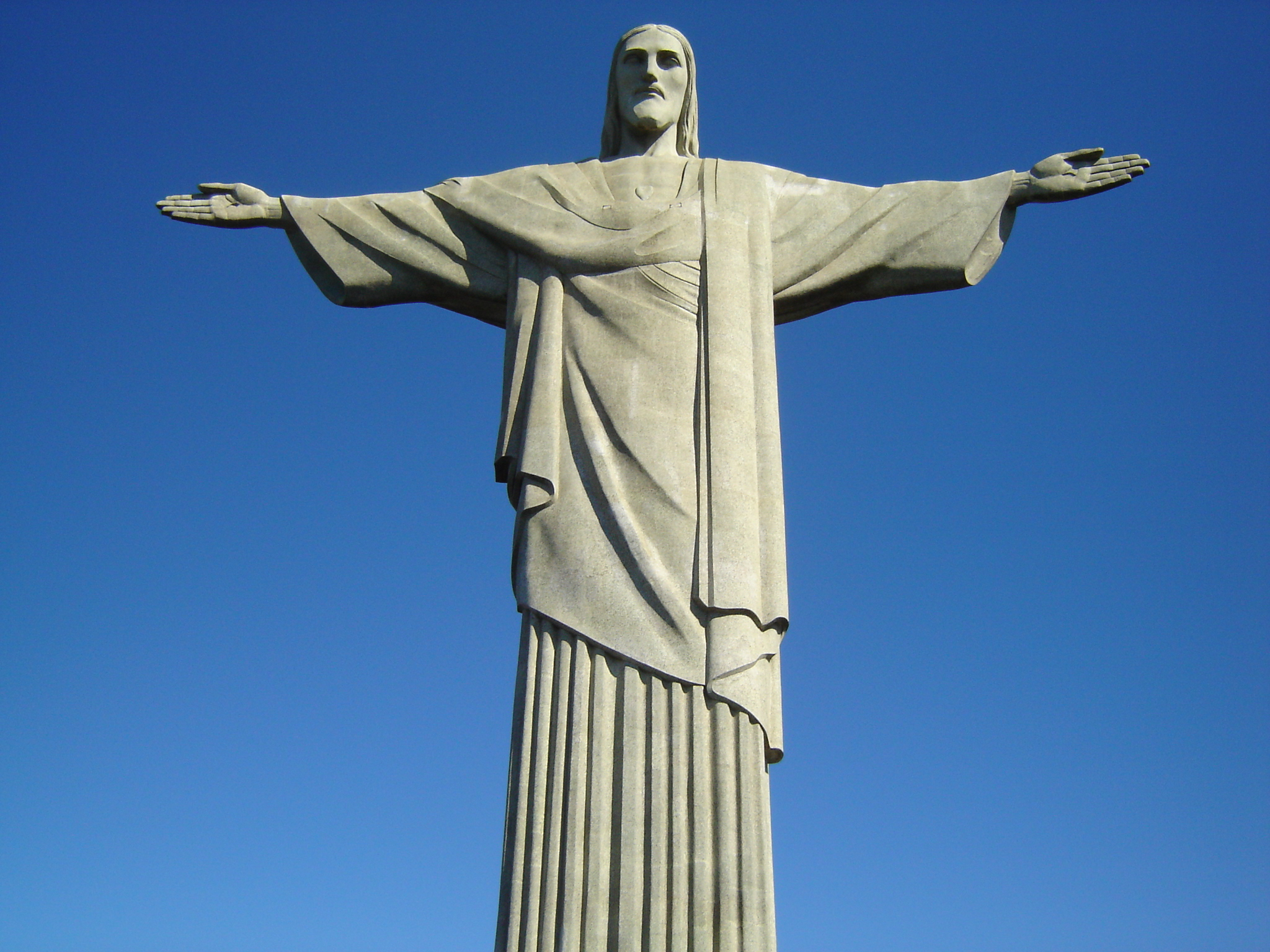
Cristo Redentor, Rio de Janeiro
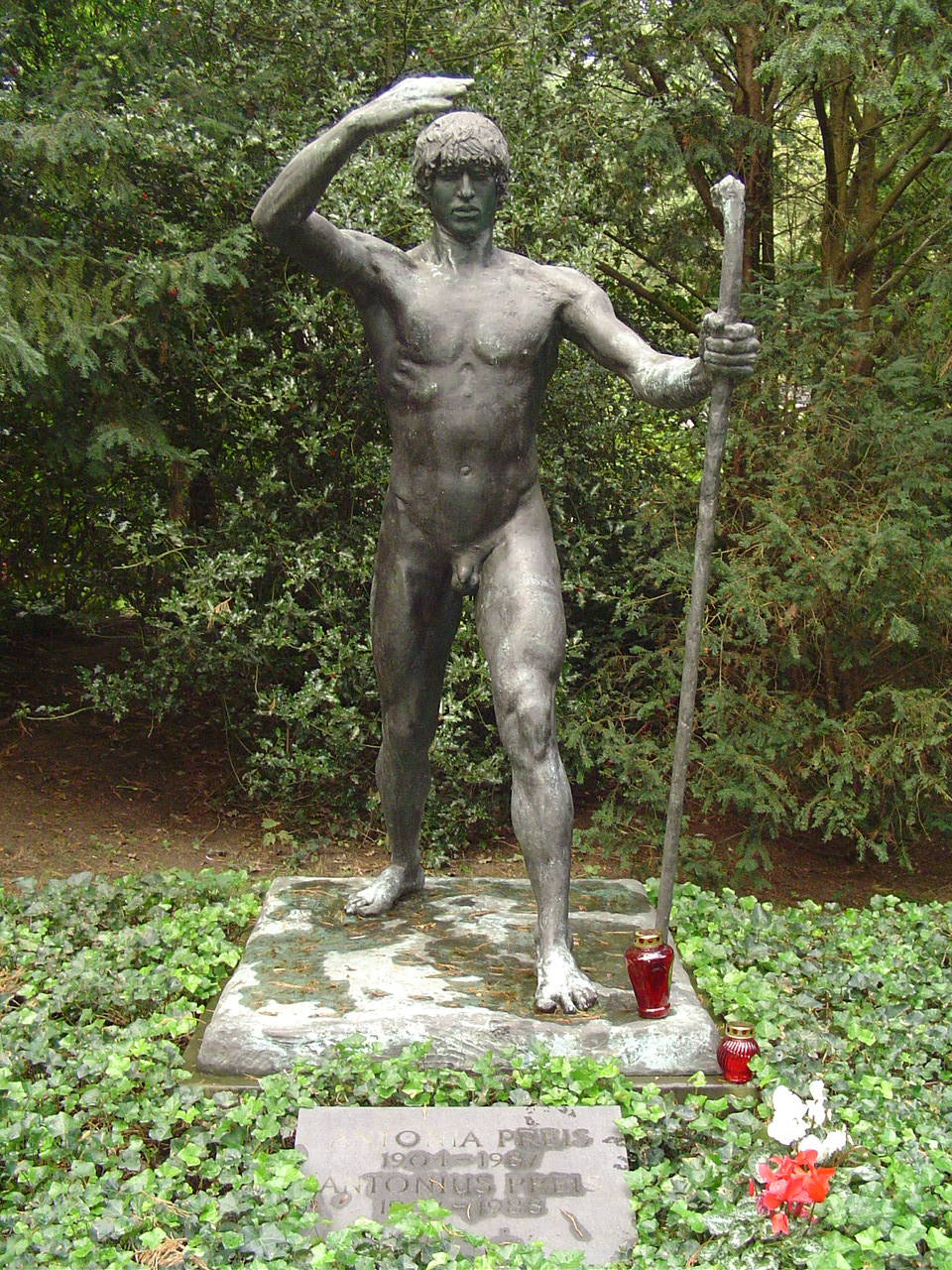
Estátua no Nordfriedhof, Düsseldorf
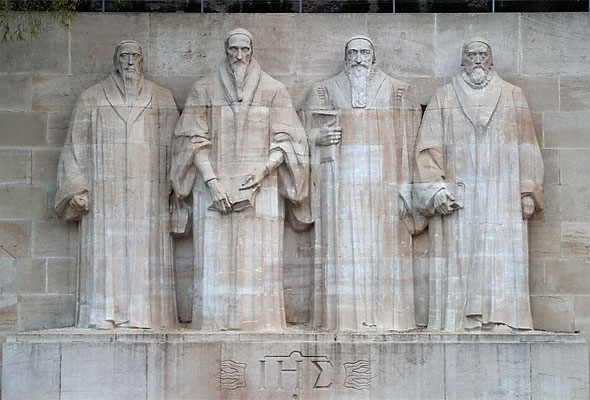
Imagens de Guilherme Farel, João Calvino, Teodoro de Beza, e John Knox no Muro dos Reformadores, Genebra (executado juntamente com o escultor Henri Bouchard)

## Obra
- O Cristo Redentor, Rio de Janeiro
- Muro dos reformadores, Genebra